# 八王子市立横山中学校
八王子市立横山中学校（はちおうじしりつ よこやまちゅうがっこう）は、東京都八王子市散田町にある市立中学校。

## 概要
「六つの心（明るい心、感謝の心、素直な心、反省の心、謙虚な心、積極的な心）」を重視する。

### 学級規模
生徒数は1学年143名、2学年148名、3学年152名　合計443名（令和5年1月1日現在）。

## 沿革
- 1947年（昭和22年） -  横山村立横山第一小学校に併置し、横山村立横山中学校開設。
- 1948年（昭和24年） -  現在地に横山中学校の校舎落成に伴い併置終了
- 1955年（昭和30年） -  八王子市に合併、八王子市立横山中学校と改称。
- 1975年（昭和50年） -  館中学校（後の館小中学校）新設にともない学区域一部変更
- 1978年（昭和53年） -  椚田中学校新設にともない学区域一部変更
- 1985年（昭和60年） -  綾南中学校新設にともない学区域一部変更
- 2014年（平成26年） -  地域運営学校指定[2]

## 教育目標
- 進んで学習し、よく考える人になろう。
- 礼儀正しく、思いやりのあるひとになろう。
- 心身をきたえ、ねばり強い人になろう。
- 広い視野をもち、社会に役立つ人になろう[3]。

## 部活動

### 運動系
- 野球部
- サッカー部
- 陸上部
- 女子バレーボール部
- 女子バスケットボール部
- 男子バスケットボール部
- バドミントン部
- 硬式テニス部
- 卓球部
- 剣道部

### 文化系部活動
- 吹奏楽部
- 美術部
- ボランティア部
- 英語部
- 書道部[4]

## アクセス
- 京王高尾線のめじろ台駅からタクシーで6分。